# Comuna de Szamotuły
Szamotuły (polaco: Gmina Szamotuły) é uma gminy (comuna) na Polónia, na voivodia de Grande Polónia e no condado de Szamotulski. A sede do condado é a cidade de Szamotuły.
De acordo com os censos de 2005, a comuna tem 28 553 habitantes, com uma densidade 163,1 hab/km².

## Área
Estende-se por uma área de 175,07 km², incluindo:
- área agricola: 75%
- área florestal: 14%

## Demografia
Dados de 31 de Dezembro de 2005:
|                      | Total   | Total | Mulheres | Mulheres | Homens  | Homens |
| -------------------- | ------- | ----- | -------- | -------- | ------- | ------ |
|                      | pessoas | %     | pessoas  | %        | pessoas | %      |
| População            | 28 553  | 100   | 14 837   | 52,0     | 13 716  | 48,0   |
| Densidade (pop./km²) | 163,1   | 100   | 84,7     | 84,7     | 78,3    | 78,3   |

De acordo com dados de 2002, o rendimento médio per capita ascendia a 1398,63 zł.

## Subdivisões
- Baborowo, Baborówko, Brodziszewo, Emilianowo, Gałowo, Gąsawy, Jastrowo, Kąsinowo, Kępa, Koźle, Krzeszkowice, Lipnica, Lulinek, Mątowo, Myszkowo, Otorowo, Pamiątkowo, Piaskowo, Piotrkówko, Przecław, Przyborowo, Szczuczyn, Śmiłowo, Witoldzin.

## Comunas vizinhas
- Kaźmierz, Oborniki, Obrzycko, Ostroróg, Pniewy, Rokietnica